# Bloodletting (Concrete Blonde)
Bloodletting è il terzo album in studio del gruppo musicale statunitense Concrete Blonde, pubblicato nel 1990.

## Tracce
Testi e musiche di Johnette Napolitano, eccetto dove indicato.
1. Bloodletting (the Vampire song) – 6:04
2. The Sky is a Poisonous Garden – 2:36 (Napolitano, Bruce Moreland)
3. Caroline – 5:30
4. Darkening of the Light – 3:24
5. I Don't Need a Hero – 4:25
6. Days and Days – 3:12
7. The Beast – 3:52
8. Lullabye – 3:56
9. Joey – 4:07
10. Tomorrow, Wendy – 5:05 (Andy Prieboy)

## Formazione
Gruppo
- Johnette Napolitano – voce, basso
- James Mankey – chitarra, basso
- Paul Thompson – batteria

Collaborazioni
- Peter Buck – mandolino in Darkening of the Light
- Andy Prieboy – tastiera in Tomorrow, Wendy
- Gail Ann Dorsey – basso in Tomorrow, Wendy
- Steve Wynn – voce in Bloodletting (the Vampire song)
- John Keane - slide guitar in Darkening of the Light

## Edizione del ventennale
Il 13 giugno 2010 la Shout! Factory ha ripubblicato il disco in occasione del ventennale, con l'aggiunta di sei tracce aggiuntive:

1. I Want You – 3:28
2. Little Wing – 4:15 (Jimi Hendrix)
3. Bloodletting (the Vampire song) – 7:06
4. Roses Grow (Live) – 3:05
5. The Sky is a Poisonous Garden (Live) – 4:15 (Napolitano, Bruce Moreland)
6. Tomorrow, Wendy (Live) – 4:26 (Andy Prieboy)